# Protea madiensis
Protea madiensis är en tvåhjärtbladig växtart. Protea madiensis ingår i släktet Protea och familjen Proteaceae.

## Underarter
Arten delas in i följande underarter:
- P. m. madiensis
- P. m. occidentalis
- P. m. unnamed